# 通化事件
通化事件（亦称通化二·三事件、通化二·三反革命暴乱、通化日军反革命暴乱），1946年2月3日，中華民國安東省（今為吉林省）通化市的原日本关东军旧部和中华民国政府人员武裝進攻中共东北民主联军驻防部队。东北民主联军事先掌握了情報，以少胜多，以一千余人的兵力獲勝。中共方面称击毙一千余人，俘虏三千余人。亦有百余伤兵被日本兵杀害。

## 事件背景
1945年8月9日，蘇聯紅軍發起「遠東戰役」，史達林依照《雅爾達協議》進軍滿洲國。隨著東北三省落入蘇聯紅軍的掌控，來自八路軍冀熱遼軍區的中共幹部樊鵬飛於1945年10月1日成立了通化省通化縣民主政府，打著中華民國的旗號，在蘇聯人的庇護下，接收了大批被解除武裝的日本關東軍航空隊、裝甲部隊、砲兵以及醫護人員約23,000人，日本平民約14,000到17,000人。以這些日本人為骨幹，中共得以快速在通化成立了包括工兵學校、砲兵學校與通信學校、中共第一所航空學校（俗稱「東北老航校」的東北民主聯軍航空學校，主任教官則由擁有「解放軍空軍之父」稱號的林彌一郎擔任）在內的現代化軍事教育機構。

「通化事件」發生於日本戰敗，東北三省權力真空的一個特殊政治環境內。抗戰勝利之初，國軍主力部隊集中於華中與中國的西南地區，無法在缺乏美國援助的情況下快速收復東北。而史達林又將東北三省視為蘇聯的勢力範圍，不允許美軍參加國軍的接收工作。國民政府面對中共在東北的壯大與發展，陷入了束手無策的窘境。而在東北，國民政府所真正能夠依靠的也只有少數抗戰期間被吸收從事地下工作的國民黨忠貞黨員。擺在國民政府眼前唯一的選擇，就是透過這些地下工作者去吸收被遣散的滿洲國軍人，還有曾經為關東軍招安的前東北抗日聯軍武裝與綠林武裝。這些人過去雖然與日本人合作，但是卻堅決反對蘇聯人與共產黨，因而被視為國民政府可利用來壓制中共的合作夥伴。對日抗戰時擔任中國國民黨遼寧省主任委員，曾在「三省黨部事件」（發生於1944年3月12日）與前立法院院長梁肅戎先生一起為日本憲兵隊逮捕的李光忱，在光復後奉命到吉林省發展黨組織。通化在抗戰時鮮少有國民黨的地下工作人員活動，勝利後又完全被控制在蘇聯人與共產黨手中，李光忱只能委任滿洲國時代擔任通化省王道書院院長，東北帝國大學畢業的孫耕曉主導當地黨務。
在孫耕曉替李光忱延攬入黨的大批幹部中，除了眾多的前滿洲國地方幹部外，還包括曾經在關東軍情報特務機關任職的近藤晴雄大尉。孫耕曉瞭解到在通化還有22,432名日本軍人可以利用。在東北民主聯軍航空學校至少有九九式高等練習機8架，砲兵學校裡面則有九七式中戰車10輛。更重要的一點是，蘇共扶植的東北抗日聯軍與從關內來的中共八路軍彼此之間存在著強烈的嫌隙，東北民主聯軍的不團結，也讓孫耕曉找到了見縫插針的機會，先利用日本人除掉共產黨，然後等大局底定後，再依靠有美軍裝備的國軍除掉這些關東軍官兵。近藤晴雄告訴孫耕曉，通化留用的日軍人員中，最有威望的是前第125師團參謀長藤田實彥大佐。當時在通化，唯一一個被共產黨允許合法存在的日本人團體，是由日本共產黨人控制的日本人民解放連盟「日解連」通化支部。藤田实彦前往遊說當時化名「杉本一夫」的前田光繁參加起事，卻遭出賣而被逮捕拘禁於設置在通化市龍泉酒店的「东北民主联军東辺道地区司令部」（通化支隊）。

## 事件起始
1946年1月，藤田实彦在1945年12月30日晚上七時成功脫離了中共的管控，但是關於國民黨聯合關東軍反共的消息，卻已經為東北民主聯軍所掌握，負責通化防務的中共通化地委書記兼遼東人民自治軍通化支隊司令員劉西元，在1月10日對日本軍民實施出入通行管制。1月21日，前「滿州國」通化省次長菅原達郎、通化縣副縣長河内亮、警務廳長川瀬氏、通化市副市長林氏及前「滿州國籍行政幹部」（被中共視為漢奸）140餘人在經過公審大會判決，市內巡迴展示後在渾江江岸公開處決。開始搜捕可能參加武裝暴動的日軍中級與高級將領。約有120名大尉以上的日軍軍官，在1月底以前遭到通化支隊拘留。藤田实彦在與孫耕曉會商後，成立了「作戰本部」（位置：東昌区清真街近清真寺的東辺道開発会社社員栗林的宅第），此一「作戰本部」由藤田实彦擔任司令，作戰計畫攻擊編成表有戰鬥人員約1,876人。預定在2月3日拂曉實施作戰計畫，他們計劃佔領的目標，包括了専員公署（前省公署）、通化支隊司令部（前身為龍泉酒店）、通化監獄、工兵學校（前警察署）、公安局（前為勞務興國會）、遼東人民自治軍通化支隊大隊（前為通化市公署）與機場。
1946年2月2日星期六（丙戌年正月初一日），孫耕曉以為自己成功策反的遼東軍區兵工部供给股长（一说通化支队后勤部军械股长）沈殿铠施计脱身后于16时將消息通報給劉西元。通化省委书记吴溉之得到刘西元报告后，果断决定立即逮捕暴乱总指挥、国民党通化县党部书记长孙耕尧等，查明敌情。當夜，通化支队参谋长茹夫一带队逮捕孫耕曉、姜際隆、劉靖宇等12名國民黨幹部。在酷刑審訊後孫耕曉等人供出計畫內容。得知暴动时间定在2月3日早晨4时（大年初二）。面对敌情，通化省委召开领导干部紧急会议决定平定暴乱，决定將12名國民黨幹部槍斃，通化支队和公安人员连夜逮捕了隐匿在市、县政府，县大队及炮兵学校里的“内应分子”160余人。
2月3日（正月初二）在砲兵學校內，準備給九七式戰車加油的日軍官兵被當場逮捕。在東北航空校校內，包括林彌一郎在內的日籍教官都遭到嚴加看管。2月3日凌晨4时，全市电灯闪灭三次停电后暴乱开始。得不到飛機與戰車的支援，追隨藤田实彦參加暴動的日軍官兵們也只能夠使用輕機槍、步槍、手槍甚至於武士刀參加暴動。藤田实彦只能按計畫指揮向各個目標進攻。除了専員公署與通化支隊司令部外，進攻通化監獄是因為滿洲國皇帝溥儀的皇后婉容，還有其弟弟溥傑的妻子嵯峨浩都被關押在那裡。稍早逮捕的日軍軍官，也都被關押在通化監獄裡面。共产党在通化市区只有3个连的兵力。暴乱分子一度攻占了公安局、专署一、二楼及红十字医院。通化支队五连连长高英锡奉命完成平定红十字医院任务后带队支援专署保卫战。進攻専員公署的關東軍，則與東北民主聯軍陷入激烈戰鬥，戰鬥持續了將近兩個小時。五连冲进飞机楼与坚守三楼的守卫人员一起前后夹击，取得了专署保卫战的胜利。5时，通化支队警卫营及时赶回通化参战。经过两个多小时激战，毙敌一千余人，俘敌三千余人。接受蘇聯與中共聯合指揮，在郊外掃蕩反共游擊隊由方虎山任政委的朝鮮義勇軍第一支隊（1946年2月19日改稱李紅光支隊)的第1、第3、第5连返回通化參战。
藤田实彦大佐被捕後，沒有被槍斃，被中共用這個「反面教材」去教育人民群眾。1946年3月10日舉行「二·三暴亂」事件的證物和圖片、照片展覽，地點在通化市裕豐厚商店三樓，同藤田实彦大佐一起被展出的有國民黨通化縣黨部要員劉慶榮。藤田实彦被五花大綁，身後站著端著上刺刀日本三八大蓋步槍的兩位民主聯軍戰士，他站在板凳上用日語講著，有人翻譯：『我是前日本第125師團參謀長藤田实彦大佐，日本投降後接受國民黨長官莫德惠的指示，勾結孫耕堯一起在通化組織叛亂。我是這次叛亂的軍事部長……』，藤田实彦講完，劉慶榮站到凳子上說：『從前我是一個買賣人，是國民黨特務姜際隆引誘我陷入國特泥潭的。 ‘二·三事件’中我任軍需處長，犯下了對不起父老鄉親的罪行……』。在罪證展覽期間，從北平來到梅河口的軍事調停處第二十九小組（簡稱三人小組）正好來到通化觀測軍事，在遼寧省政府張學思主席的陪同下，參觀了“二·三事件”罪證展覽。當中共代表組長謝甫生上校問國民黨代表組長韋佩和美國代表組長苯雷 （页面存档备份，存于）“有何感想”時，他們在人證物證面前啞言失色，目瞪口呆。一連多天的展覽，藤田实彦大佐病倒了。共產黨政府講究人道主義，把他送進了通化市民眾醫院就醫。 1946年3月14日，藤田实彦大佐因支氣管肺炎及腸炎並發，病死在醫院。 （页面存档备份，存于）

## 事件後續
因日本十幾年來的殘酷統治，對日本懷抱著滿腔仇恨的東北民主聯軍與通化百姓，無論是中國人還是朝鮮人對當時通化日本軍民均有實施復仇行為。1946年12月，國軍攻佔通化市后，日本僑民為事件犧牲者舉行慰靈祭。1947年，中国共产党再度夺回通化市。

## 事件影響
日本某些史學研究工作者或個人、右翼組織將通化事件解讀為自1937年的通州事件以來，又一次中國軍人對日本平民的血腥屠殺。
1952年，通化事件生還者之一的中山菊松，在日本設立了通化遺族會。1954年，日本國厚生大臣頒布了〈遺族援護法〉，為通化事件中的犧牲者提供撫卹金。自1955年以來，通化遺族會在每年2月3日在靖國神社舉行慰霊祭追悼會。

## 備註
1. ↑  在網際網路相關中文繁簡史料文章多寫作「孫耕堯」，在此依據日本關於「滿州國」文件書籍記載為「孫耕曉」。生於1903年，死於1946年，日本國東北大學理學部出身。満州國絡江中學校長、1940年（満州國康徳7年）、通化省立地方職員訓練所長、通化省本會宣傳部長、1943年擔任通化省王道書院院長，1945年，擔任中國國民黨通化縣黨部執行委員會主任委員，1946年2月2日被中共逮捕後槍決。
2. ↑  「竜泉ホテル」為日本國ベスト電器（BEST電器）創辦人北田光男的父親經營
3. ↑  日方紀錄有1月5日、1月15日早上四時脫離管控說法
4. ↑  國共雙方3月27日簽署了《東北停戰協定》
5. ↑  原文有誤，應為「軍事調處執行部」，1946年1月10日在北平成立
6. ↑  正式名稱為「第29執行小組」，負責區域為海龍/本溪。國民黨方面；組長是郭琦少將（东北保安司令長官部補訓處副處長）/韋佩/王照塑，中共代表；謝甫生/許光達少將。美方代表萊雷。
7. ↑  據史料應翻譯為「萊雷」，英文姓名不祥，原文出處；http://www.sina.com.cn 2005年07月25日15:49 新文化报
8. ↑  據日方史料紀載3月15日在監獄死於肺炎，死後遺體在城市廣場展示，來源：佐藤和明『少年は見た―通化事件の真実』新評論、1998年2月3日。ISBN 4-7948-0386-9 P.109。中方史料報導被關進監獄十天後不服改造，自殺身亡。來源：抗日戰争紀念網； 斃命日寇：藤田實彥(陸軍大佐) ，2019-01-23 11:10:39，http://www.krzzjn.com/html/91335.html